# نهان‌بیضگی
کریپتورکیدیسم یا نهان بیضگی، عدم وجود یک یا هر دو بیضه درکیسه بیضه است. این واژه از ریشه یونانی κρυπτός، kryptos به معنی پنهان، و ὄρχις، orchis، به معنی بیضه است. این اختلال، شایع‌ترین نقص مادرزادی دستگاه تناسلی است. حدود ۳٪ نوزادان پسرِ رسیده و ۳۰٪ نوزادان نارس با حداقل یک بیضه نزول نیافته متولد می‌شوند. با این حال، حدود ۸۰٪ از بیضه‌های نزول نیافته تا سال اول زندگی نزول می‌کنند (اغلب در عرض سه ماه اول)، در نتیجه در واقع نهایتاً حدود ۱٪ با بیضه نزول نیافته باقی می‌مانند. در موارد استثنائی کریپتورکیدیسم ممکن است بعد از نوزادی، و گاهی اوقات در اواخر بزرگسالی بروز یابد.
لازم است کریپتورکیدیسم را از مونوارکیسم افتراق دهیم که داشتن تنها یک بیضه است. اگرچه این بیماری ممکن است یکطرفه یا دوطرفه باشد، اما بیشتر بیضه سمت راست را تحت تأثیر قرار می‌دهد.
بیضه‌ای که در محل آناتومیک طبیعی‌اش نیست ممکن است:
1. هرجای دیگر در امتداد مسیر نزول از بالا در رتروپریتوئن (خلف صفاق)، درست زیر کلیه، تا حلقه مغبنی باشد؛
2. در کانال اینگوینال قرار گرفته باشد؛
3. به صورت نابجا، خارج از مسیر نزول، معمولاً در خارج از کانال اینگوینال و گاهی حتی زیر پوست ناحیه ران، پرینه، اسکروتوم مقابل یا کانال فمورال باشد؛
4. رشدنیافته (هیپوپلاستیک) یا به شدت غیرطبیعی (دیس ژنتیک) باشد؛
5. از دست رفته (آنورکیا را ببینید) باشد.

حدود دو سوم مواردِ بدون وجود سایر ناهنجاری‌ها، یک طرفه است. یک سوم دیگر اغلب هر دو بیضه را درگیر می‌کند. در ۹۰٪ موارد، بیضه نزول نیافته در کانال اینگوینال لمس می‌شود. در موارد معدودی، بیضه نزول نیافته ممکن است در شکم پیدا شود یا اصلاً یافت نشود.
بیضه نزول نیافته ممکنست با عوارضی همچون کاهش باروری، افزایش خطر ابتلا به تومورهای ژرم سل بیضه، مشکلات روانی پس از بلوغ، پیچ خوردگی بیضه (و انفارکتوس متعاقب آن) و فتق مغبنی همراه باشد. بدون مداخله، یک بیضه نزول نکرده معمولاً طی سال اول زندگی نزول خواهد کرد، اما برای کاهش این پیامدها، می‌توان بیضه نزول نکرده را در نوزادی با یک روش جراحی به نام ارکیوپکسی به کیسه بیضه آورد.
اگرچه کریپتورکیدیسم تقریباً همیشه به فقدان مادرزادی یا نزول ناقص بیضه اشاره دارد، اما گاهی بیضه‌ای که در اوایل نوزادی در بیضه مشاهده شده، دچار صعود مجدد می‌شود و به داخل کانال مغبنی برمی‌گردد. بیضه‌ای که می‌تواند به راحتی بین کیسه بیضه و کانال حرکت کند یا حرکت داده شود، برگشت‌پذیر (retractile) نامیده می‌شود.
کریپتورکیدیسم، هیپوسپادیاس، سرطان بیضه و کیفیت پایین اسپرم به سندرم دیسژنزی بیضه معروف است.

## علائم و نشانه‌ها

### ناباروری
بسیاری از مردانی که با بیضه نزول نکرده متولد شده‌اند، حتی پس از اورکیوپکسی در دوران نوزادی، کاهش باروری را تجربه کرده‌اند. ناباروری در موارد یک طرفه ناچیز است و حدود ۱۰٪ گزارش شده است.
کاهش باروری بعد از ارکیوپکسی برای کریپتورکیدیسم دو طرفه، بیشتر قابل توجه است، بیش از حدود ۳۸٪ یا ۶ برابر بیشتر از جمعیت معمولی است. اساس توصیه جهانی برای جراحی زودهنگام، تحقیقاتی است که به تخریب بافت اسپرماتوژنیک و کاهش تعداد اسپرماتوگونی پس از سال دوم زندگی در بیضه‌های نزول نکرده اشاره دارد. میزان اثربخشی اورکیوپکسی زودهنگام هنوز نامشخص است.

### خطر سرطان
یکی از قوی‌ترین استدلال‌ها در مورد اورکیوپکسی زودهنگام کاهش خطر ابتلا به سرطان بیضه است. تقریباً از هر ۵۰۰ مرد با یک یا هر دو بیضه نزول نیافته، یک نفر به سرطان بیضه مبتلا می‌شود، تقریباً ۴ تا ۴۰ برابر خطر افزایش می‌یابد. اوج بروز در دهه‌های سوم و چهارم زندگی است. این خطر برای بیضه‌های داخل شکمی بیشتر است و برای بیضه‌های اینگوینال تا حدودی کمتر است، اما حتی در بیضه‌هایی که به‌طور طبیعی نزول می‌کنند در فردی که بیضه دیگرش نزول نکرده، در حدود ۲۰٪ خطر ابتلا به سرطان بیشتر از مردان دیگر است.

### عواقب روانشناختی
بخش کوچکی از تحقیقات روانشناختی نهان‌بیضگی سعی در تعیین این مسئله دارد که آیا این اختلال می‌تواند مشکلات روانی پایدار ایجاد کند یا نه. اما تنها شامل چند گزارشِ موردی و مطالعات مختصر است. البته این تحقیقات مشکلات جدی در روش اجرا دارد، از جمله اینکه متغیرهای اصلی کاملاً غیرقابل کنترل هستند.

## علل
در اکثر نوزادان پسر رسیده (full-term) که مبتلا به کریپتورکیدیسم هستند اما هیچ ناهنجاری دیگری در دستگاه تناسلی ندارند، نمی‌توان علتی پیدا کرد، و این یک نقص مادرزادی متداول، تک‌گیر (اسپورادیک) و غیرقابل توضیح (ایدیوپاتیک) است. ترکیبی از ژنتیک، سلامت مادر و عوامل محیطی ممکن است نظم هورمون‌هایی که بر رشد بیضه‌ها تأثیر دارند را مختل کند.
- نوزادان خیلی نارس ممکنست قبل از نزول بیضه به دنیا بیایند. وزن کم هنگام تولد نیز یک عامل شناخته شده است.[۳]
- برخی مواد شیمیایی (از جمله بعضی از آفت‌کش‌ها) می‌توانند با هورمون‌های بدن جنین تداخل داشته باشند.[۴]
- مصرف منظم الکل در دوران بارداری (پنج نوشیدنی یا بیشتر در هفته، با افزایش سه برابری بروز نهان خایگی همراه است)[۵] سیگار کشیدن نیز یکی از عوامل خطر شناخته شده است.
- سابقه خانوادگی بیضه نزول نکرده یا سایر مشکلات رشد دستگاه تناسلی
- شیوع کریپتورکیدیسم در تعدادی از سندرم‌های ناهنجاری مادرزادی بسیار بالاتر است، از جمله سندرم داون، سندرم پرادر-ویلی و سندرم نونان است.
- لقاح آزمایشگاهی(IVF)، استفاده از مواد آرایشی توسط مادر و پره‌اکلامپسی نیز به عنوان عوامل خطرساز برای نهان‌بیضگی شناخته شده است.[۶]

## تشخیص

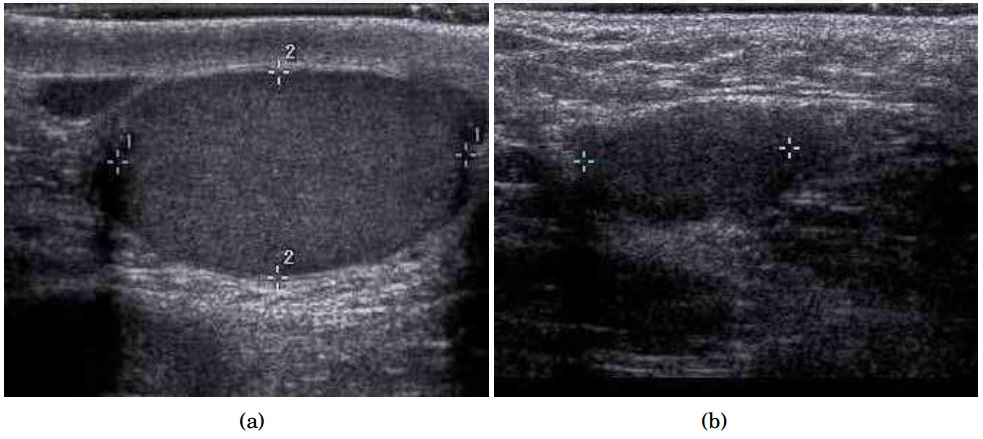
سونوگرافی اسکروتال بیضه نزول نیافته: (a) بیضه طبیعی در کیسخ بیضه (b) آتروفی و کاهش اکوژنیسیته بیضه مقابل در همان بیمار، که در ناحیه مغبنی دیده می‌شود.

شایع‌ترین معضل تشخیصی در افراد طبیعی، افتراق بیضه برگشتی (retractile testis) از نهان‌بیضگی است، که شایع‌تر از بیضه‌های واقعاً نزول نیافته هستند و نیازی به جراحی ندارند. در مردان عادی، با شل شدن یا انقباض عضله کرماستر، بیضه در کیسه بیضه به سمت پایین یا بالاتر حرکت می‌کند، این رفلکس کرماستریک در پسران شیرخوار بسیار فعال‌تر از مردان بزرگسال است. تشخیص بیضه قابل برگشت در کیسه بیضه از موقعیتی که در مجرای تحتانی اینگوینال وجود دارد دشوار است.

## درمان
درمان اصلی عدم نزول بیضه در کودکان به دلیل احتمال بالای برطرف شدن خود به خودی، تحت نظر گرفتن است. در صورت عدم بهبود و اگر بیضه‌های اینگوینال بعد از ۴–۶ ماه نزول نکنند، اورکیوپکسی مؤثر است. جراحی اغلب توسط متخصص ارولوژی اطفال یا جراح اطفال انجام می‌شود.